# Graf van Talpiot
Het graf van Talpiot is een rotsgraf dat in 1980 werd ontdekt bij bouwwerkzaamheden in Talpiot, een wijk van de stad Jeruzalem. Het wordt door sommigen in verband gebracht met Jezus van Nazareth en zijn familie.

## De vondst
De betreffende tombe is een rotsgraf uit de eerste eeuw van de christelijke jaartelling, zoals er zovele in en rond Jeruzalem zijn gevonden. Het graf was sinds de late oudheid niet geschonden en geheel intact. Israëlische archeologen hebben het graf nauwkeurig onderzocht en in kaart gebracht. In het graf bevonden zich tien ossuaria (kalkstenen beenderenkistjes). Onder de opvullaag op de bodem van de tombe werden bovendien botresten gevonden, wat duidt op grafschending in de late Oudheid. De botten van de (bijgezette) doden werden overgedragen aan de religieuze autoriteiten om herbegraven te worden. De ossuaria zelf werden getransporteerd naar het magazijn van de Israëlische archeologische dienst, waar negen van de tien zich in 2007 nog steeds bevonden. Het tiende ontbreekt: dat is wel beschreven in het eerste rapport van de onderzoekers van het graf, maar is niet te vinden in het genoemde magazijn en ook niet opgenomen in de catalogus van de Israëlische archeoloog Rahmani uit 1994.

## Inscripties

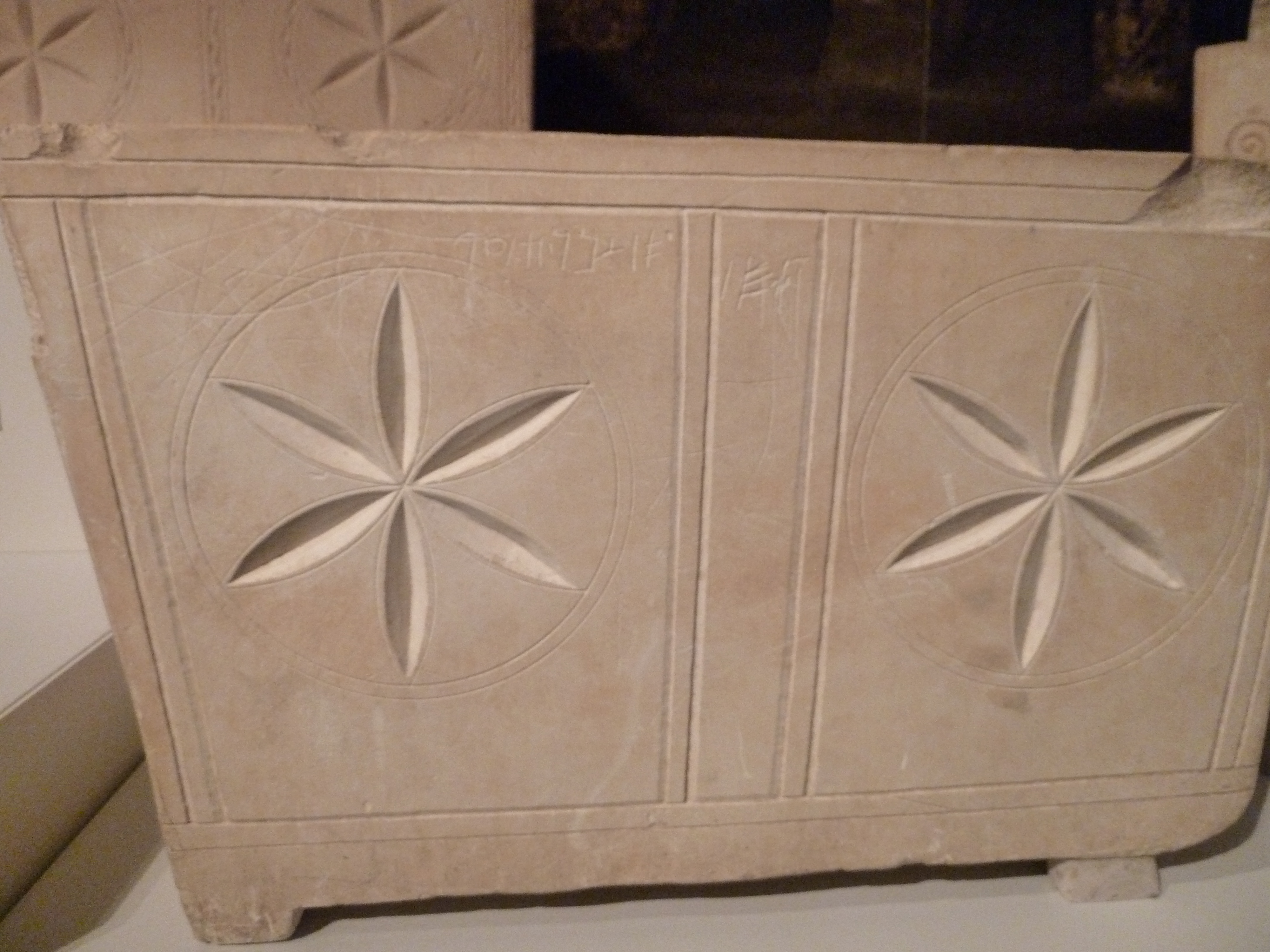
Ossuarium van "Jezus zoon van Jozef"

Van de negen ossuaria hebben zes een inscriptie. Deze luiden:
- Jesjoeaʿ bar Joseef (Jezus zoon van Jozef)
- Marja (Maria)
- Jose (Joses/Jozef)
- Matijahoe (Matteüs)
- Mariamenou [e] Mara of Mariame kai Mara ([van] Maria, dat wil zeggen, Marta, of: Maria en Marta)
- Jehoeda bar Jesjoeaʿ (Judas zoon van Jezus)

## Het tiende kistje
Op Mariamenou na waren dit in de eerste eeuw veel voorkomende namen. Er werd dan aanvankelijk ook geen aandacht aan besteed. Pas in 1995 viel de wonderlijke combinatie leden van een BBC-camerateam op. Zij filmden enkele kistjes en ondervroegen enige archeologen en Bijbelkenners. Deze waren zeer voorzichtig in hun conclusies. In 2002 dook in Jeruzalem echter een ossuarium op dat door een verzamelaar op de zwarte markt was gekocht, waarop de inscriptie Jacobus zoon van Jozef broer van Jezus was aangebracht. Na een vluchtig onderzoek concludeerde een commissie dat de woorden broer van Jezus later waren aangebracht en dat het hier dus om een vervalsing zou gaan. Andere onderzoekers waren in 2006 echter van mening dat de inscriptie volkomen authentiek was. Verder bleken monsters uit het graf van Talpiot en uit het in 2002 ontdekte ossuarium qua structuur overeen te komen. De onderzoekers Simcha Jacobovici en Charles Pellegrino concludeerden dat het hier ging om het zoekgeraakte tiende kistje.

## Discussie
Niet alleen Bijbelwetenschappers (waaronder Craig Evans), maar ook enkele archeologen (waaronder Amos Kloner) verzetten zich tegen de conclusie dat met deze vondst het graf van Jezus zou zijn blootgelegd. Hun voornaamste argument daartegen is dat de gevonden namen in de eerste eeuw zeer gangbaar waren. Volgens anderen lijkt de combinatie van deze namen opmerkelijk en scoort significant in gemaakte kansberekeningen. De sleutel zou liggen bij de naam Mariamme. De makers van de documentaire baseerden zich op een tekst uit de vierde eeuw, waarin Maria Magdalena "Mariamme" wordt genoemd. De Nederlandse onderzoeker Jacob Slavenburg stelde op basis van in de eerste en de tweede eeuw gevonden handschriften vast dat de naam Mariamme al in de eerste eeuw gebruikt zou kunnen zijn ter aanduiding van Maria Magdalena. Volgens hem versterkte dit de conclusie dat het in 1980 in Talpiot gevonden graf de laatste rustplaats van Jezus van Nazareth zou betreffen, ook al omdat DNA-onderzoek naar de inhoud van de ossuaria van Jezus en Mariamme uitwees dat ze geen familie van elkaar waren.
Kenners van het vroege christendom hebben erop gewezen dat er in geen enkele bron uit de oudheid sprake is van een huwelijk tussen Jezus en Maria Magdalena, noch van biologische kinderen van Jezus.

## Documentaire
Over de vondst van het graf van Talpiot is een documentaire gemaakt, die met Pasen 2007 door Discovery Channel in de Verenigde Staten en Canada voor het eerst werd uitgezonden. Deze werd vervaardigd door de filmmaker James Cameron, onder leiding van Simcha Jacobovici (die eerder ook al een documentaire had vervaardigd over het ossuarium van Jacobus).

## Onderzoek
Nader onderzoek naar de andere ossuaria en analyse van de herbegraven beenderen zal mogelijk uitsluitsel kunnen geven over deze vondsten, die de visie op het christendom zouden kunnen veranderen.